# Seleção Sul-Africana de Futebol Feminino

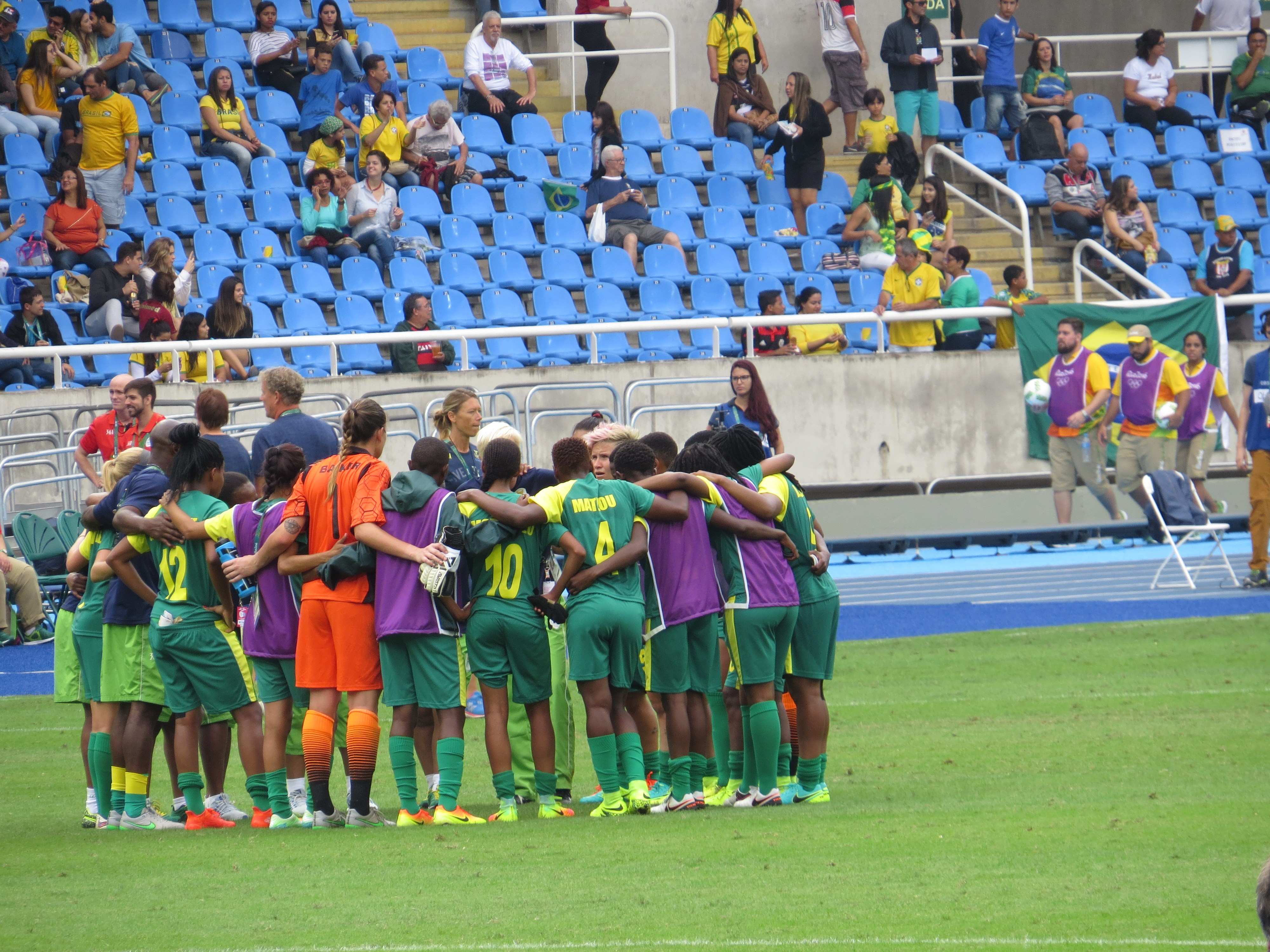
Banyana Banyana reunidas durante a partida contra a Suécia nos Jogos Olímpicos de 2016.

A Seleção Sul-Africana de Futebol Feminino representa a África do Sul nas competições de futebol feminino. Conhecida como Banyana Banyana ("As garotas") é controlada pela Associação de Futebol da África do Sul. Ela é filiada à FIFA, CAF e COSAFA.
Disputou sua primeira partida oficial em 30 de maio de 1993, contra a Suazilândia. Entre as principais competições internacionais, qualificou-se para sua primeira edição de Jogos Olímpicos em 2012 e para a Copa do Mundo Feminina em 2019.
Em 23 de julho de 2022, conquistou seu primeiro título do Campeonato Africano, derrotando a Seleção Marroquina na final por 2–1.

## Desempenho

### Copa do Mundo
| 1991  | Banida             | Banida             | Banida             | Banida             | Banida             | Banida             | Banida             |
| 1995  | Não se classificou | Não se classificou | Não se classificou | Não se classificou | Não se classificou | Não se classificou | Não se classificou |
| 1999  | Não se classificou | Não se classificou | Não se classificou | Não se classificou | Não se classificou | Não se classificou | Não se classificou |
| 2003  | Não se classificou | Não se classificou | Não se classificou | Não se classificou | Não se classificou | Não se classificou | Não se classificou |
| 2007  | Não se classificou | Não se classificou | Não se classificou | Não se classificou | Não se classificou | Não se classificou | Não se classificou |
| 2011  | Não se classificou | Não se classificou | Não se classificou | Não se classificou | Não se classificou | Não se classificou | Não se classificou |
| 2015  | Não se classificou | Não se classificou | Não se classificou | Não se classificou | Não se classificou | Não se classificou | Não se classificou |
| 2019  | Fase de grupos     | 3                  | 0                  | 0                  | 3                  | 1                  | 8                  |
| 2023  | Oitavas de final   | 4                  | 1                  | 1                  | 2                  | 6                  | 8                  |
| 2027  | A determinar       | A determinar       | A determinar       | A determinar       | A determinar       | A determinar       | A determinar       |
| Total | 2/9                | 7                  | 1                  | 1                  | 5                  | 7                  | 16                 |

### Jogos Olímpicos
| 1996  | Não se classificou | Não se classificou | Não se classificou | Não se classificou | Não se classificou | Não se classificou | Não se classificou |
| 2000  | Não se classificou | Não se classificou | Não se classificou | Não se classificou | Não se classificou | Não se classificou | Não se classificou |
| 2004  | Não se classificou | Não se classificou | Não se classificou | Não se classificou | Não se classificou | Não se classificou | Não se classificou |
| 2008  | Não se classificou | Não se classificou | Não se classificou | Não se classificou | Não se classificou | Não se classificou | Não se classificou |
| 2012  | Fase de grupos     | 3                  | 0                  | 1                  | 2                  | 1                  | 7                  |
| 2016  | Fase de grupos     | 3                  | 0                  | 1                  | 2                  | 0                  | 3                  |
| 2020  | Não se classificou | Não se classificou | Não se classificou | Não se classificou | Não se classificou | Não se classificou | Não se classificou |
| 2024  | Não se classificou | Não se classificou | Não se classificou | Não se classificou | Não se classificou | Não se classificou | Não se classificou |
| 2028  | A determinar       | A determinar       | A determinar       | A determinar       | A determinar       | A determinar       | A determinar       |
| 2032  | A determinar       | A determinar       | A determinar       | A determinar       | A determinar       | A determinar       | A determinar       |
| Total | 2/8                | 6                  | 0                  | 2                  | 4                  | 1                  | 10                 |

### Campeonato Africano
| Campeonato Africano de Futebol Feminino | Campeonato Africano de Futebol Feminino | Campeonato Africano de Futebol Feminino | Campeonato Africano de Futebol Feminino | Campeonato Africano de Futebol Feminino | Campeonato Africano de Futebol Feminino | Campeonato Africano de Futebol Feminino | Campeonato Africano de Futebol Feminino | Campeonato Africano de Futebol Feminino | Campeonato Africano de Futebol Feminino |
| Ano                                     | Resultado                               | PJ                                      | V                                       | E                                       | D                                       | GM                                      | GC                                      | SG                                      |                                         |
| --------------------------------------- | --------------------------------------- | --------------------------------------- | --------------------------------------- | --------------------------------------- | --------------------------------------- | --------------------------------------- | --------------------------------------- | --------------------------------------- | --------------------------------------- |
| 1991                                    | Banida                                  | Banida                                  | Banida                                  | Banida                                  | Banida                                  | Banida                                  | Banida                                  | Banida                                  |                                         |
| 1995                                    | Vice-campeã                             | 6                                       | 3                                       | 1                                       | 2                                       | 19                                      | 20                                      | −1                                      |                                         |
| 1998                                    | Fase de grupos                          | 2                                       | 0                                       | 0                                       | 2                                       | 2                                       | 7                                       | −5                                      |                                         |
| 2000                                    | Vice-campeã                             | 5                                       | 4                                       | 0                                       | 1                                       | 9                                       | 3                                       | +6                                      |                                         |
| 2002                                    | Quarto lugar                            | 5                                       | 2                                       | 1                                       | 2                                       | 6                                       | 11                                      | −5                                      |                                         |
| 2004                                    | Fase de grupos                          | 3                                       | 0                                       | 0                                       | 3                                       | 2                                       | 7                                       | −5                                      |                                         |
| 2006                                    | Terceiro lugar                          | 5                                       | 2                                       | 1                                       | 2                                       | 8                                       | 5                                       | +3                                      |                                         |
| 2008                                    | Vice-campeã                             | 5                                       | 3                                       | 0                                       | 2                                       | 7                                       | 4                                       | +3                                      |                                         |
| 2010                                    | Terceiro lugar                          | 5                                       | 3                                       | 1                                       | 1                                       | 10                                      | 6                                       | +4                                      |                                         |
| 2012                                    | Vice-campeã                             | 5                                       | 3                                       | 0                                       | 2                                       | 6                                       | 6                                       | 0                                       |                                         |
| 2014                                    | Quarto lugar                            | 5                                       | 1                                       | 1                                       | 3                                       | 7                                       | 6                                       | +1                                      |                                         |
| 2016                                    | Quarto lugar                            | 5                                       | 1                                       | 1                                       | 3                                       | 5                                       | 3                                       | +2                                      |                                         |
| 2018                                    | Vice-campeã                             | 5                                       | 3                                       | 2                                       | 0                                       | 11                                      | 2                                       | +9                                      |                                         |
| 2022                                    | Campeã                                  | 6                                       | 6                                       | 0                                       | 0                                       | 10                                      | 3                                       | +7                                      |                                         |
| 2024                                    | Quarto lugar                            | 6                                       | 2                                       | 3                                       | 1                                       | 9                                       | 4                                       | +5                                      |                                         |
| Total                                   | 14/15                                   | 68                                      | 33                                      | 11                                      | 24                                      | 111                                     | 87                                      | +24                                     |                                         |